# (29443) Remocorti
(29443) Remocorti – planetoida z pasa głównego asteroid okrążająca Słońce w ciągu 3 lat i 168 dni w średniej odległości 2,29 j.a. Została odkryta 13 lipca 1997 roku w Pistoia Mountains Astronomical Observatory w San Marcello Pistoiese przez Luciano Tesiego i Gabriele Cattani. Nazwa planetoidy pochodzi od Remo Corti (ur. 1936), włoskiego astronoma amatora. Przed nadaniem nazwy planetoida nosiła oznaczenie tymczasowe (29443) 1997 NM10.